# Елім (Дренте)
Елім (нід. Elim) — село в нідерландській провінції Дренте. Входить до муніципалітету Гогевен.
Його площа становить 13,12 км², а населення станом на 2021 рік складало 2 335 осіб.